# ISO 7736
La ISO 7736 és una mida estàndard per a unitats d'autoràdio muntades al panell d'instruments, per a l'àudio del cotxe. Va ser establert originalment per l'organització nacional alemanya per a l'estandardització, el Deutsches Institut für Normung, com a DIN 75490 i, per tant, es coneix com a mida DIN. Va ser adoptat per l'Organització Internacional per a la Normalització el 1984.
No defineix connectors per a l'àudio del cotxe, que es defineixen a la norma ISO 10487
Les unitats principals es dissenyen generalment al voltant de l'únic (180 x 50 panell mm) o doble DIN (180 x 100,3 mm), amb una tendència recent cap a aquesta darrera amb la creixent popularitat de pantalles i interfícies de pantalla tàctil gran com Apple CarPlay i Android Auto.

## Galeria

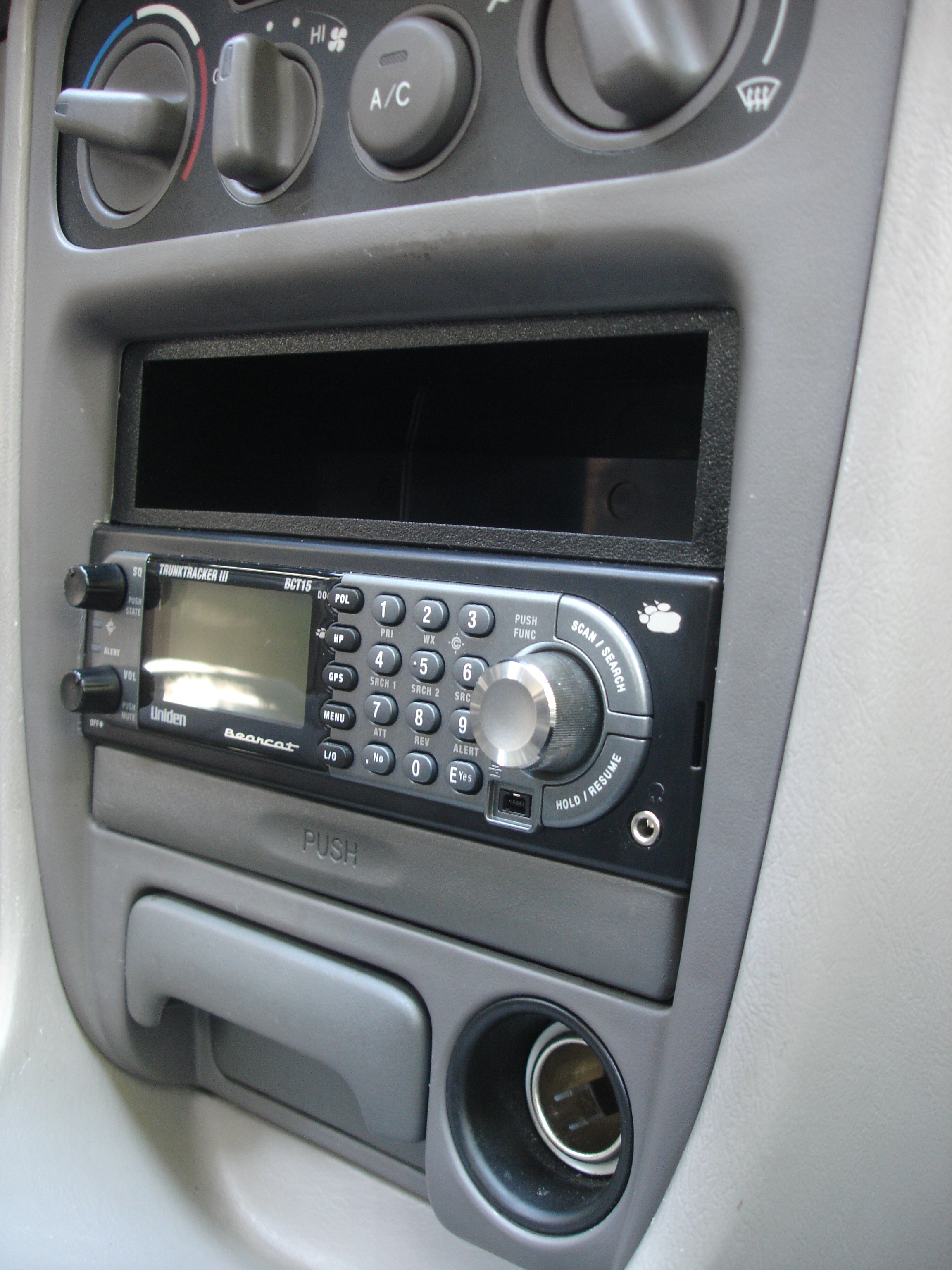
Uniden BCT-15 instal·lat en doble DIN mitjançant un forat separador.
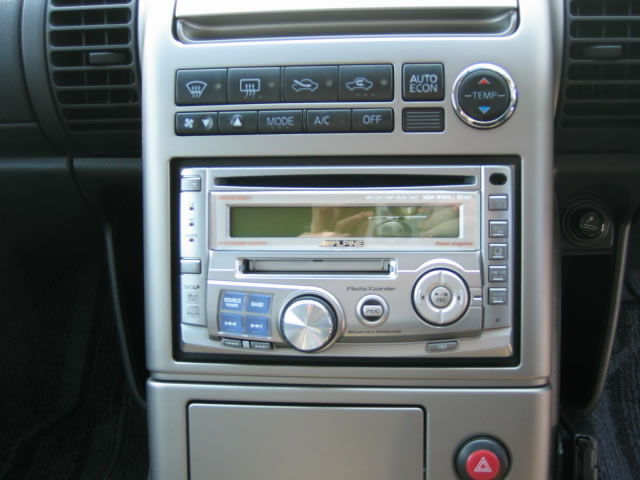
Unitat principal Alpine doble DIN